# Sant'Albano Stura
Sant'Albano Stura là một đô thị tại tỉnh Cuneo trong vùng Piedmont của Italia, vị trí cách khoảng 60 km về phía nam của Torino và khoảng 20 km về phía đông bắc của Cuneo. Tại thời điểm ngày 31 tháng 12 năm 2004, đô thị này có dân số 2.185 người và diện tích là 28,1 km².
Sant'Albano Stura giáp các đô thị: Fossano, Magliano Alpi, Montanera, Morozzo, Rocca de' Baldi và Trinità.